# NGC 469
NGC 469 je galaksija u zviježđu Ribe.

## Vanjske poveznice
- SEDS: NGC 469